# Isla de Balábac
La isla de Balabac es una isla ubicada en Filipinas, (coordenadas 7°57′N 117°01′E / 7.95, 117.02). Hace parte de la provincia de Palawan.

## Flora y fauna
En la isla viven varias especies endémicas de aves, como la dúcula gris (Ducula pickeringii), la cacatúa filipina (Cacatua haematuropygia), el periquito de Palawan (Prioniturus platenae) y el cálao de Palawan (Anthracoceros marchei). El ciervo ratón de Filipinas (Tragulus nigricans) se encuentra casi exclusivamente en la isla.

## Demografía
La tribu molbog, un grupo etnolinguisticamente musulmán, habita la isla. Su estilo de vida es de granjeros y pescadores que comercian por medio del trueque con los mercados de las provincias vecinas de Sulu, Bangsamoro y Sabah.

## Historia
Balábac formaba parte de la provincia española de  Calamianes, una de las 35 del archipiélago Filipino, en la parte llamada de Visayas. Pertenecía a la audiencia territorial  y Capitanía General de Filipinas, y en lo espiritual a la diócesis de Cebú.
De la provincia de Calamianes se segrega la Comandancia Militar del Príncipe, con su capital en Príncipe Alfonso, en honor del que luego sería el rey Alfonso XII, nacido en 1857.